# Пастух Леонід Федорович
Леонід Федорович Пасту́х (25 квітня 1939, Карижин — 8 жовтня 2020, Вінниця) — український художник монументально-декоративного мистецтва; член Вінницької організації Спілки радянських художників України з 1980 року.

## Біографія
Народився 25 квітня 1939 року в селі Карижині (нині Хмельницький район Хмельницької області, Україна). 1959 року закінчив Косівське училище прикладного мистецтва; у 1968 році — Львівський інститут прикладного та декоративного мистецтва, де навчався, зокрема, у Михайла Курилича.
Після здобуття фахової освіти працював у Вінницьких художньо-виробничих майстернях Художнього фонду УРСР. Мешкав у Вінниці в будинку на вулиці Василя Порика, № 21, квартира № 2. Помер у Вінниці 8 жовтня 2020 року.

## Творчість
Працював у галузі монументально-декоративного мистецтва. Серед робіт:
- композиції «Світлофор», «Дільничий» (обидва — 1977), «Переклик поколінь», «Навіки разом», «Футболісти» (усі — 1978), «Будівельники» (1979), «Дитинство» (1980; усі — шамот);
- монументально-декоративний рельєф «Земля» на фасаді центрального корпусу санаторію Військово-Повітряних сил у Вінниці (1982).

Брав участь в обласних, всеукраїнських та всесоюзних виставках з 1976 року.